# Zalog, Kranj
Zalog este o localitate din comuna Kranj, Slovenia, cu o populație de 77 de locuitori.